# Helid disodný
Helid disodný (Na2He) je sloučenina helia a sodíku stálá za tlaků nad 113 GPa; poprvé připravená v roce 2016.

## Příprava
Na2He by měl být termodynamicky stabilní za tlaků nad 160 GPa a dynamicky stabilní nad 100 GPa, za nižšího tlaku se rozkládá. Oproti sloučeninám helia s jinými prvky vyžaduje ke stabilizaci nižší tlak; u odpovídající sloučeniny draslíku se předpokládá stabilizační tlak v řádu tetrapascalů.
Látka byla získána položením tenkých vrstev do diamantové buňky společně s heliem při 160 MPa a následným stlačeným na 130 GPa a zahřátím na 1 500 K pomocí laseru. Měl by být průhledný a elektricky nevodivý. Při 200 GPa mají atomy sodíku Baderův náboj +0,599, helium −0,174, a dvojice elektronů −0,511. Teplota tání helidu disodného se odhaduje na 1500 K, což je mnohem více než u sodíku. Při snížení tlaku pod 113 GPa se sodík stává více kladně nabitým, helium ztrácí záporný náboj a elektronová hustota se zvyšuje.

## Struktura
Helid disodný má kubickou strukturu, podobnou fluoritu. Při 300 GPa délka hrany jednotkové buňky činí 395 pm. V jednotkové buňce se nachází čtyři atomy helia uprostřed stěn a ve vrcholech krychle a osm atomů sodíku mezi středy stěn a vrcholy. Dvojice elektronů (2e−) se nachází na hranách a uprostřed krychle. Tři izolované elektrony způsobují, že má látka vlastnosti elektridu. Atomy helia se na vazbách nepodílí; elektronové páry vytváří oktacentrické dvouelektronové vazby.